# Ramal C19 del Ferrocarril Belgrano
El Ramal C19 pertenecía al Ferrocarril General Belgrano, Argentina.

## Ubicación
Se hallaba en la provincia de Santiago del Estero, dentro del Departamento Pellegrini.

## Características
Era un ramal de la red de vía estrecha del Ferrocarril General Belgrano, cuya extensión es de 22 km entre las localidades de Rapelli y Pozo Betbeder. Corría mayormente en paralelo a la Ruta Provincial 176. A 2013 se encuentra desmantelado y sin operaciones.